# Saint-Vincent-Jalmoutiers
Saint-Vincent-Jalmoutiers (okzitanisch Sent Vincenç de Jau Mostier) ist ein südwestfranzösischer Ort und eine Gemeinde (commune) mit 220 Einwohnern (Stand: 1. Januar 2022) im äußersten Westen des Départements Dordogne in der Region Nouvelle-Aquitaine (vor 2016: Aquitanien). Die Gemeinde besteht aus dem Hauptort sowie mehreren Weilern (hameaux) und Einzelgehöften (fermes).

## Lage und Klima
Der Ort Saint-Vincent-Jalmoutiers liegt auf dem Nordufer des Flüsschens Rizonne in der alten Kulturlandschaft des Périgord gut 52 km (Fahrtstrecke) westlich von Périgueux bzw. gut 15 km südwestlich von Ribérac in einer Höhe von ca. 50 m. Das Klima ist gemäßigt; Regen (ca. 880 mm/Jahr) fällt übers Jahr verteilt.

## Bevölkerungsentwicklung
| Jahr      | 1800 | 1851 | 1901 | 1954 | 1999 | 2018 |
| Einwohner | 342  | 457  | 329  | 295  | 213  | 251  |

Der kontinuierliche Bevölkerungsrückgang seit der zweiten Hälfte des 19. Jahrhunderts ist im Wesentlichen auf die Reblauskrise im Weinbau und die Mechanisierung der Landwirtschaft zurückzuführen; hinzu kommt die immer noch anhaltende Schließung von bäuerlichen Kleinbetrieben. 

## Wirtschaft
Die Gemeinde ist immer noch in hohem Maße land- und forstwirtschaftlich geprägt; der in früheren Zeiten durchaus bedeutsame Weinbau spielt jedoch kaum noch eine Rolle. Im Ort selber haben sich Kleinhändler, Handwerker und Dienstleister niedergelassen. Seit den 1960er Jahren werden einige der leerstehenden Häuser als Ferienwohnungen (gîtes) vermietet.

## Geschichte
Zur Geschichte des Ortes gibt es so gut wie keine Veröffentlichungen. Die örtliche Pfarrkirche stammt aus dem 12. Jahrhundert.

## Sehenswürdigkeiten
- Das örtliche Schloss steht unweit des Ortszentrums (bourg). Der in historisierenden Stilformen gestaltete zweigeschossige Bau besteht lediglich aus einem Wohntrakt (logis) mit Eckrundtürmchen und einem abgewalmten Mansardendach mit neobarocken Lukarnenfenstern.
- Die einschiffige romanische Église Saint-Vincent stammt aus dem 12. Jahrhundert. Die aus exakt behauenen Steinen gemauerte Portalzone der Kirche ist nach charenteser Vorbild nach einem Triumphbogenschema gestaltet, wobei die beiden äußeren Bögen geschlossen sind; das Giebelfeld darüber wurde möglicherweise im 14. oder 15. Jahrhundert erhöht. Apsis und Vierungsturm sind ebenfalls aus Hausteinen gemauert. Das Innere der Kirche ist schlicht gehalten; lediglich über der Vierung befindet sich eine unbelichtete Kuppel, deren Verputz – wie auch der der Apsiskalotte – mit Fugenmalereien versehen ist. Der Kirchenbau ist seit dem Jahr 1948 als Monument historique anerkannt.[3][4][5]

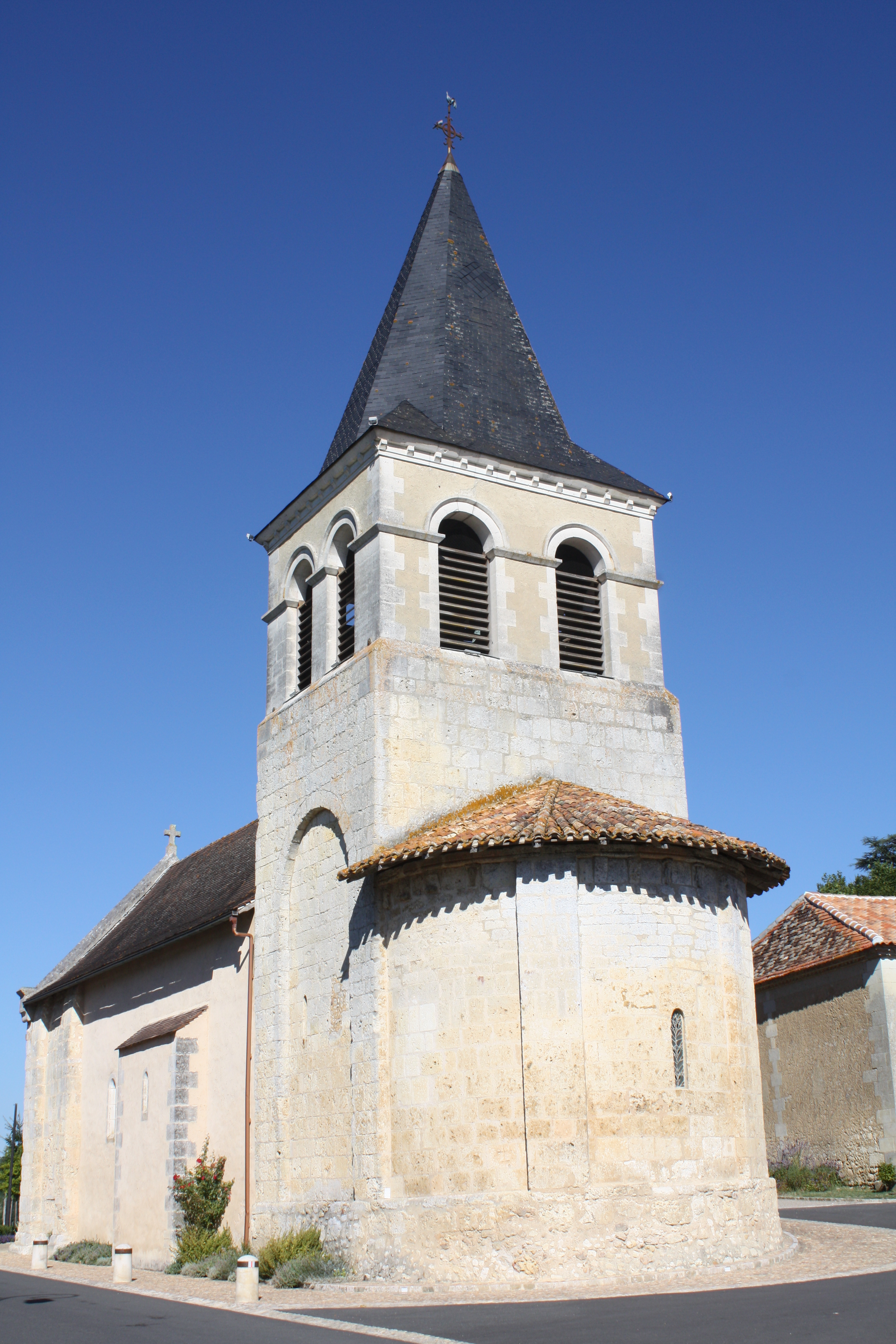
Église Saint-Vincent
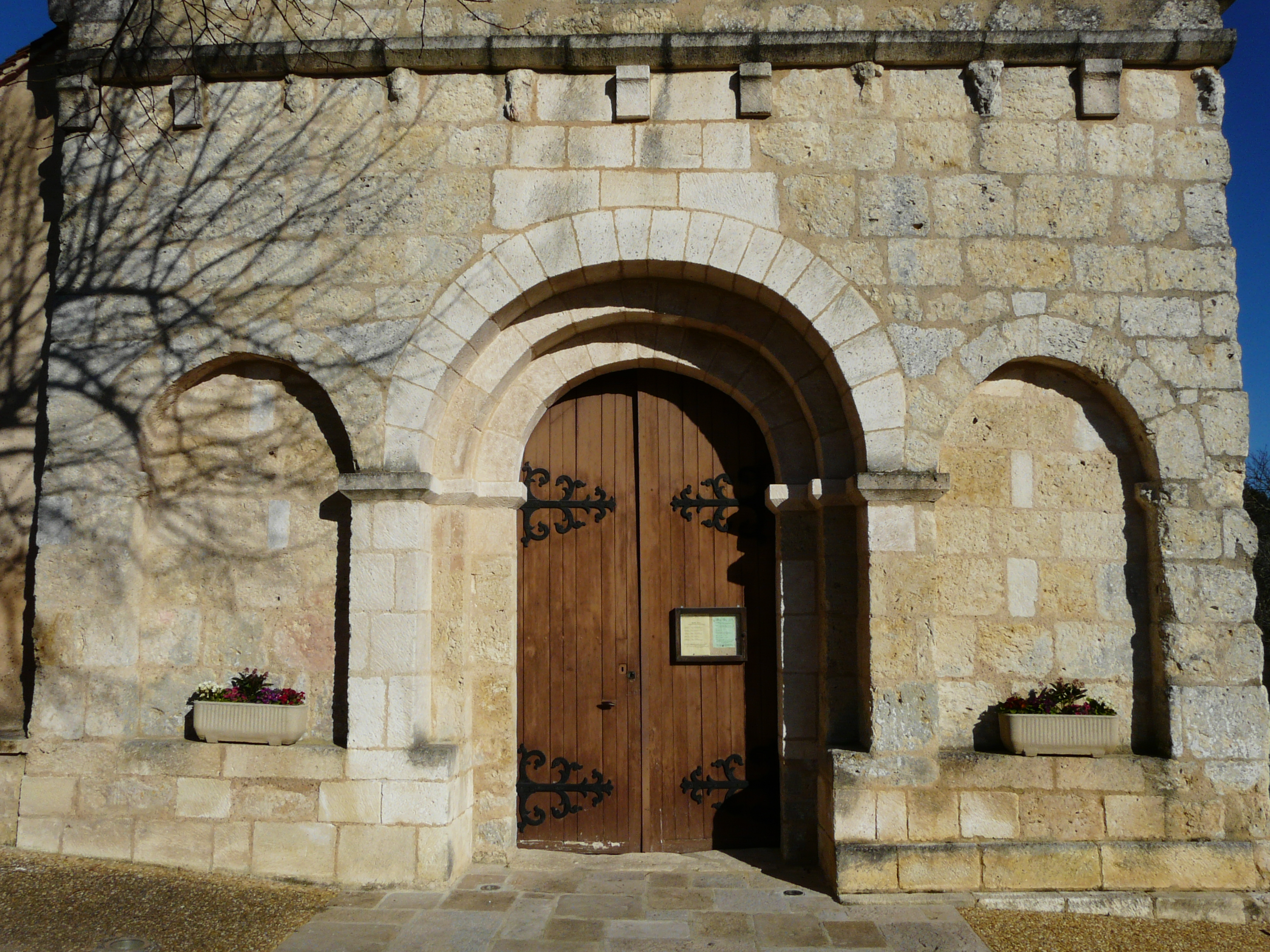
Portalzone
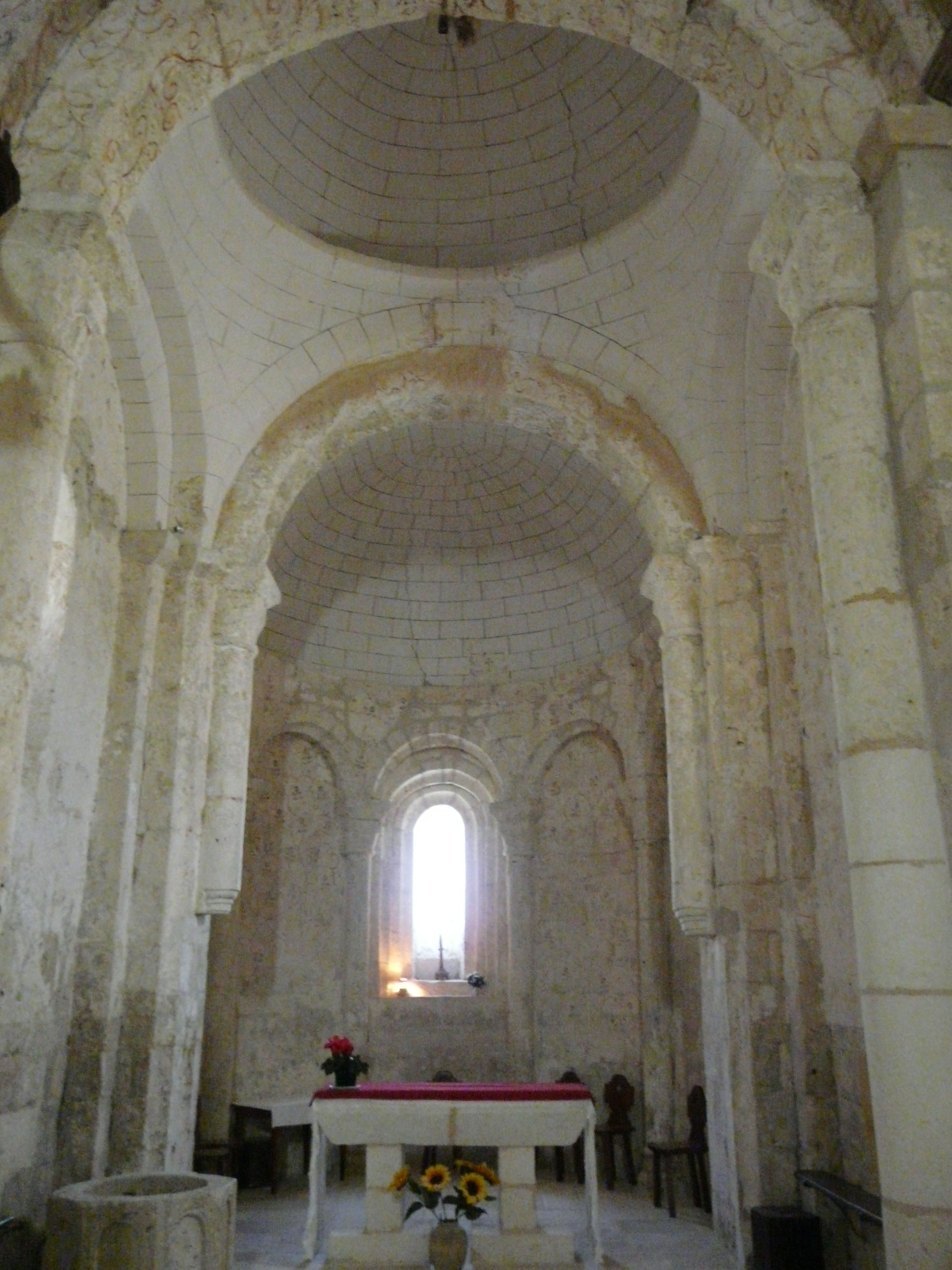
Kirchenschiff und Vierung
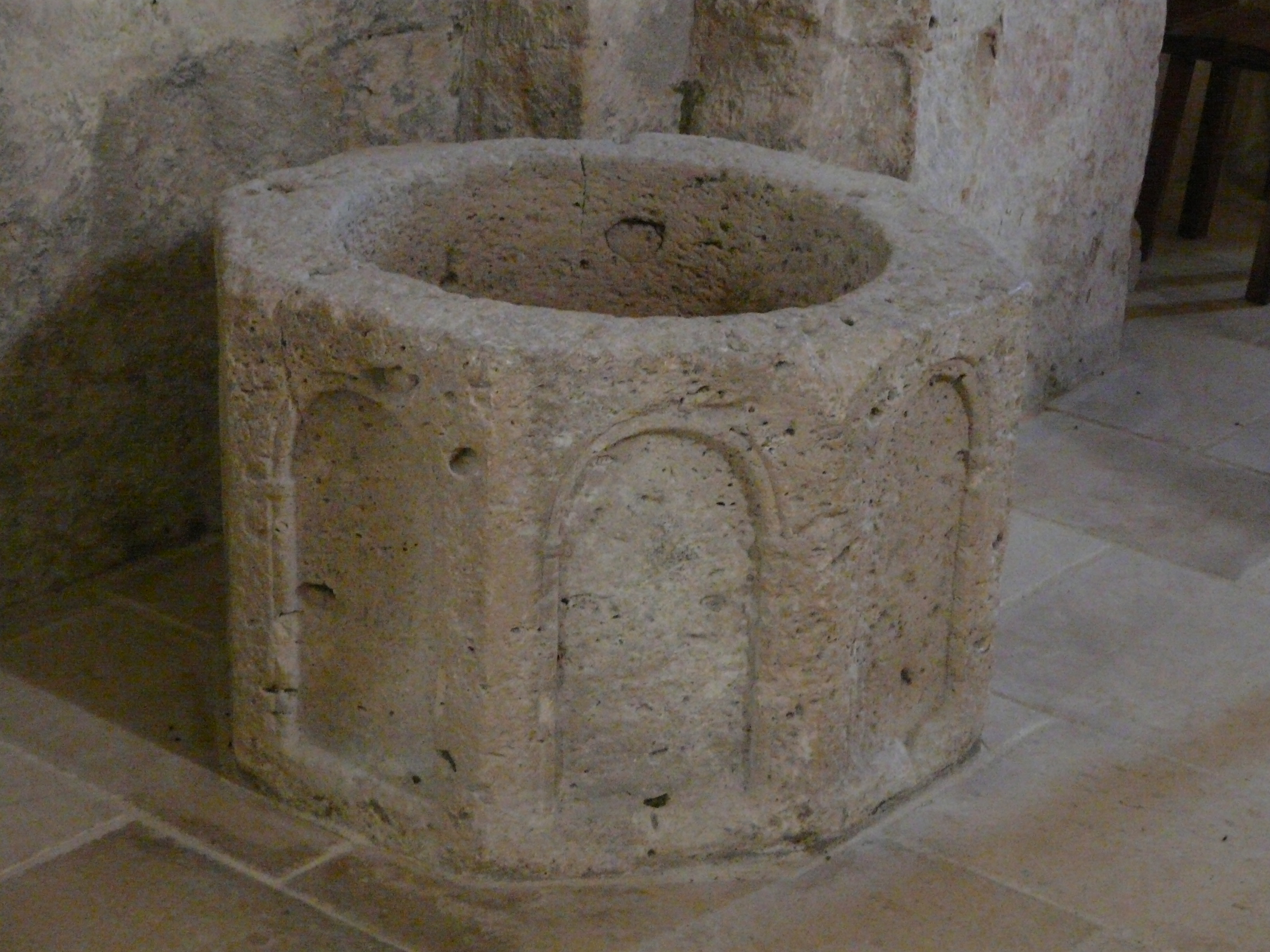
Taufbecken